# Sazae-san
Sazae-san (サザエさん) là một bộ truyện tranh yonkoma của Nhật Bản được viết và minh họa bởi Hasegawa Machiko. Tựa đề tiếng Việt thường được biết đến với tên gọi "Thế giới kỳ diệu của Sazae-san". Bộ truyện được xuất bản lần đầu trên tờ báo địa phương của Hasegawa là Fukunichi Shinbun (フクニチ新聞), vào ngày 22 tháng 4 năm 1946.
Khi Hasegawa Machiko chuyển đến sinh sống ở Tokyo, trong bộ truyện của mình, bà cũng cho các nhân vật chính chuyển từ Kyūshū đến Tokyo. Từ đó bộ truyện lấy bối cảnh Tokyo cho đến khi Hasegawa nghỉ hưu và kết thúc bộ truyện vào ngày 21/2/2017.
Sazae-san đã giành giải thưởng Bungeishunjū lần thứ 8 vào năm 1962. Dựa trên bộ truyện này, một bộ phim hoạt hình anime do TCJ  và sau đó là Eiken, bắt đầu phát sóng tại Nhật Bản vào 5 tháng 10 năm 1969 và giữ kỷ lục Guinness cho loạt phim hoạt hình dài nhất với hơn 7000 phân đoạn tập phim.

## Nội dung
Bộ phim xoay quanh cuộc sống của Sazae – bà nội trợ vui vẻ sống trong một gia đình đông đúc với bố mẹ, chồng, con trai và cả anh chị. Nội dung phim hầu hết đều tập trung vào những sự cố vụn vặt xảy ra trong cuộc sống hàng ngày của gia đình và được tô điểm bởi những dịp lễ hội theo mùa.
Sazae-san không có một cuộc sống đơn giản và dễ dàng nhưng cô có tính cách mạnh mẽ, tinh thần trách nhiệm rất cao, cống hiến không chỉ bên trong mà cả bên ngoài gia đình của mình. Sazae-san đối mặt với thế giới bằng sự lạc quan. Cô là một người phụ nữ biết chịu đựng, tìm thấy niềm vui từ những điều nhỏ bé. Chính vì thế cô trở thành hình tượng của phụ nữ Nhật Bản.
Đối với nhiều người Nhật, Sazae-san gợi cho họ nhớ về xã hội Nhật Bản khi vẫn còn giữ được những nét truyền thống bình dị trước thời công nghệ hiện đại.

## Nhân vật

### Nhà Isono và Fuguta
- Fuguta Sazae (フグ田 サザエ, họ cũ là 磯野 Isono): Nhân vật chính, 24 tuổi (trong truyện là 27 tuổi), sinh vào 22 tháng 11 tại Fukuoka. Ban đầu, mẹ của cô thậm chí còn lo lắng vì cô không đủ nữ tính để kiếm nổi một tấm chông nhưng cuối cùng cô kết hôn được với Masuo. Cô sống hạnh phúc dù hay cãi nhau với Katsuo
- Isono Namihei (磯野 波平): Bố của Sazae và tộc trưởng của gia đình, sinh ngày 14 tháng 9, 54 tuổi. Ông Namihei là người ương ngạnh và thường mắng mỏ Sazae và Katsuo.
- Isono Fune (磯野 フネ, họ cũ là 石田 Ishida): Mẹ của Sazae, 52 tuổi (trong truyện là 48), sinh ngày 11 tháng 1 tại Shizuoka. Bà là người trầm tĩnh và được cả nhà tin cậy.
- Fuguta Masuo (フグ田 マスオ): Chồng của Sazae, 28 tuổi (trong truyện là 32 tuổi), sinh ngày 3 tháng 4 ở Sumiyoshi-ku, Osaka. Sau khi cưới Sazae, anh chuyển đến ở rể. Anh là người thành thực và trầm tĩnh.
- Isono Katsuo (磯野 カツオ) Là cậu em trai nghịch ngợm của Sazae, 11 tuổi. Katsuo thường bị chị mắng khi không chịu làm bài tập hay vô lễ với khách đến nhà, cậu cũng hay bị bố mắng vì tội giấu những bài kiểm tra điểm kém.
- Isono Wakame (磯野 ワカメ): Em gái của Sazae, 9 tuổi (trong truyện là 7 tuổi). Cô là 1 học sinh chăm ngoan.
- Fuguta Tarao (フグ田 タラオ): Con trai 3 tuổi của vợ chồng Sazae, thường được gọi là Tara-chan (タラ ちゃん), sinh ngày 18 tháng 3.
- Tama (タマ) là con mèo của gia đình Isono.

### Họ hàng của nhà Isono và Fuguta
- Namino Nagie (波野 なぎえ) là em gái của ông Namihei và Umihei, bà là mẹ của Norisuke.
- Namino Norisuke (波野 ノリスケ) là con bà Nagie, làm việc cho một nhà xuất bản báo.
- NaminoTaiko  (波野 タイ子) là vợ của Norisuke.
- Namino Ikura (波野 イクラ) là con của vợ chồng Norisuke và Taiko.
- Isono Umihei (磯野 海平) là anh song sinh của ông Namihei.
- Fuguta Sakeo  (フグ田 サケオ) là anh trai của Masuo.
- Fuguta Norio (フグ田 ノリオ) cháu của Masuo.
- Ishida Taizō (石田 鯛造) anh trai của Fune.